# Timothy Kopra
Timothy Lennart Kopra (ur. 9 kwietnia 1963 w Austin, stan Teksas, USA) – podpułkownik lotnictwa, inżynier, członek korpusu astronautów NASA.

## Wykształcenie oraz służba wojskowa
- 1981 – ukończył McCallum High School w Austin.
- 1985 – po ukończeniu Akademii Wojskowej Stanów Zjednoczonych (United States Military Academy) w West Point, stan Nowy Jork uzyskał licencjat w dziedzinie nauk ścisłych. Następnie w stopniu podporucznika rozpoczął czynną służbę wojskową w siłach powietrznych.
- 1986 – w sierpniu po zakończonym szkoleniu lotniczym został pilotem wojskowym.
- 1986-1990 – na różnych stanowiskach służył w 101 eskadrze powietrznodesantowej stacjonującej w Fort Campbell (Kentucky).
- 1990 – został przeniesiony do Hanau w Niemczech, gdzie pełnił służbę w 3 dywizji pancernej (3rd Armored Division). Z tą jednostką uczestniczył w operacjach Pustynna Tarcza (Desert Shield) i Pustynna Burza (Desert Storm). Służbę w Niemczech zakończył jako dowódca grupy śmigłowców bojowych.
- 1995 – na Georgia Institute of Technology otrzymał stopień magistra inżynierii lotniczej i kosmicznej. Później skierowano go do Szkoły Pilotów Doświadczalnych Marynarki Wojennej Stanów Zjednoczonych (United States Naval Test Pilot School). Po jej ukończeniu służył w Centrum Doświadczalnym Techniki Lotniczej Armii USA (U.S. Army Aviation Technical Test Center) w Fort Rucker, stan Alabama. Jako pilot doświadczalny uczestniczył w różnych projektach. Był również szefem testów programu badawczego śmigłowca Comanche. Poza tym ukończył wiele innych szkoleń wojskowych w tym: kurs spadochronowy (Army Parachutist Course), szkolenie dla żołnierzy wojsk powietrznodesantowych (Air Assault Courses) i szkołę sztabu połączonych sił zbrojnych (Combined Arms Services Staff School). Został również absolwentem uczelni Sztabu Generalnego (Command and General Staff College).
- 2006 – ukończył Podyplomowe Studia Operacyjno-Strategiczne w Akademii Wojennej USA (Army War College).
- 2010 – w listopadzie opuścił armię i przeszedł na emeryturę.

## Praca w NASA i kariera astronauty
- 1998 – we wrześniu został przydzielony do Centrum Lotów Kosmicznych imienia Lyndona B. Johnsona w Houston jako inżynier doświadczalny integracji statków kosmicznych. Zajmował się wahadłowcami oraz testowaniem sprzętu komputerowego Międzynarodowej Stacji Kosmicznej (ISS).
- 2000 – 26 lipca został przyjęty do korpusu amerykańskich astronautów (grupa NASA-18(inne języki)) jako kandydat na specjalistę misji. Wkrótce rozpoczął przeszkolenie specjalistyczne, podczas którego zapoznał się m.in. z budową Międzynarodowej Stacji Kosmicznej.
- 2002-2005 – po zakończeniu kursu podstawowego otrzymał przydział do Wydziału Eksploatacji Stacji Kosmicznej (Station Operations Branch) Biura Astronautów NASA.
- 2006 – od 26 do 28 stycznia wspólnie z Maksimem Surajewem z Rosji oraz Nicole Stott, astronautką NASA, uczestniczył w teście na umiejętność przeżycia na wypadek awaryjnego lądowania na obszarach niezamieszkanych. Zadanie to realizowali w jednym z podmoskiewskich lasów. Od 16 do 22 sierpnia uczestniczył w podwodnej misji NEEMO 11 (NASA Extreme Environment Mission Operations) realizowanej przez NASA i NOAA. Wspólnie z T. Koprą w eksperymencie uczestniczyli również inni członkowie korpusu astronautów: Sandra Magnus, Timothy Creamer oraz Robert Behnken. Wyniki badań jakie wówczas uzyskano mają być wykorzystane przez NASA m.in. w pracach nad powrotem astronautów na Księżyc i w ewentualnej załogowej misji na Marsa.
- 2007 – w lutym NASA wyznaczyła go do załogi rezerwowej Ekspedycji 16, a później Ekspedycji 17 na Międzynarodową Stację Kosmiczną. W lecie otrzymał wstępny przydział do podstawowego składu Ekspedycji 18. Na ISS miał dotrzeć razem z załogą STS-127[1]. Kopra został specjalistą tej misji.
- 2009 – 15 lipca rozpoczął swój pierwszy lot kosmiczny na pokładzie wahadłowca Endeavour (STS-127). Wszedł w skład Ekspedycji 20 na ISS, pełniąc funkcję inżyniera pokładowego. W trakcie misji wykonał jeden spacer kosmiczny. Na Ziemię powrócił 12 września razem z członkami załogi STS-128. Po powrocie został przydzielony do lotu STS-133, jednak po tym jak lot ten uległ opóźnieniu, Kopra odniósł kontuzję, która uniemożliwiła mu wzięcie udziału w tej misji. Pracował wówczas jako szef biura testów integracji statków kosmicznych.
- 2015–2016 – 15 grudnia 2015 wystartował statkiem Sojuz TMA-19M do swojej drugiej misji. Wszedł w skład Ekspedycji 46 (w charakterze inżyniera pokładowego) i 47 (jako dowódca). Podczas pobytu na ISS wykonał dwa spacery kosmiczne. Na Ziemię wrócił 18 czerwca 2016 tym samym statkiem.

## Odznaczenia i nagrody
- dwukrotnie medal „Za Chwalebną Służbę” (Meritorious Service Medal)
- medal „Za operacje powietrzne” (Air Medal)
- medal sił lądowych „Za osiągnięcia” Army Achievement Medal
- medal sił lądowych „Za zasługi” (Army Commendation Medal)
- Brązowa Gwiazda (Bronze Star Medal) – sił zbrojnych USA
- Order Świętego Michała (Order of Saint Michael) (srebrny i brązowy)
- Army Aviation Award (1999, 2009)
- Legia Zasługi (Legion of Merit)
- Medal Za Lot Kosmiczny (NASA Space Flight Medal)
- NASA Distinguished Service Medal
- Medal „Za zasługi w podboju kosmosu” (2011, Rosja)[2]
- Universal Astronaut Insignia za lot orbitalny (nr 499) – Stowarzyszenie Uczestników Lotów Kosmicznych (Association of Space Explorers(inne języki))[3]

## Wykaz lotów
| Loty kosmiczne, w których uczestniczył Timothy L. Kopra                 | Loty kosmiczne, w których uczestniczył Timothy L. Kopra | Loty kosmiczne, w których uczestniczył Timothy L. Kopra | Loty kosmiczne, w których uczestniczył Timothy L. Kopra | Loty kosmiczne, w których uczestniczył Timothy L. Kopra | Loty kosmiczne, w których uczestniczył Timothy L. Kopra | Loty kosmiczne, w których uczestniczył Timothy L. Kopra |
| Lp.                                                                     | Data startu                                             | Statek kosmiczny                                        | Data lądowania                                          | Statek kosmiczny                                        | Funkcja                                                 | Czas trwania                                            |
| ----------------------------------------------------------------------- | ------------------------------------------------------- | ------------------------------------------------------- | ------------------------------------------------------- | ------------------------------------------------------- | ------------------------------------------------------- | ------------------------------------------------------- |
| 1                                                                       | 15 lipca 2009                                           | STS-127 Endeavour F-23                                  | 12 września 2009                                        | STS-128 Discovery F-37                                  | specjalista misji                                       | 58 dni 2 godziny 50 minut i 10 sekund                   |
| 2                                                                       | 15 grudnia 2015                                         | Sojuz TMA-19M                                           | 18 czerwca 2016                                         | Sojuz TMA-19M                                           | inżynier pokładowy, dowódca Ekspedycji 47 na ISS        | 185 dni 22 godziny 11 minut i 57 sekund                 |
| Łączny czas spędzony w kosmosie – 244 dni 1 godzina 2 minuty i 7 sekund |                                                         |                                                         |                                                         |                                                         |                                                         |                                                         |